# Ušguli
Ušguli (gruzinsko უშგული) je najbolj znana vaška skupnost med gorskimi vasmi Zgornje Svanetije, današnjega upravnega okraja Mingrelija - Gornja Svanetija (Samegrelo-Zemo Svaneti) v Gruziji. Sestavljena je iz štirih vaških delov na zgornjem koncu soteske reke Enguri.
Razprostira se na razdalji nekaj manj kot dva kilometra po dolini Enguri: od Murqmelija (მურყმელი), ki je na desnem bregu na skoraj 2100 m, čez Čažaši (ჩაჟაში) in Čvibiani (ჩვიბიანი) do Šibianija (ჟიბიანი) na skoraj 2200 m nadmorske višine. Trije zgornji deli so na levem bregu reke; Šibiani je le osem kilometrov pod ledenikom, s katerega izvira reka Enguri in dvanajst kilometrov jugozahodno od gore Šhara, tretjega najvišjega vrha na Visokem Kavkazu in najvišje gore Gruzije.
V vaški skupnosti, ki ima majhno šolo, stalno živi približno 70 do 80 družin (približno 200 ljudi). V glavni turistični sezoni poleti se število prebivalcev poveča za dvakrat. V Ušguliju sneži do šest mesecev na leto, zato je pot do regionalne prestolnice Mestia, oddaljene 44 kilometrov, pogosto zaprta.
Ušguli je znan po stolpih in Čažaši (ჩაჟაში) je del Unescove svetovne dediščine od leta 1996, v Sovjetski zvezi pa je bil od leta 1971 zaščiten kot muzej Ušguli-Čažaši. Poleg značilnih svanetskih stolpov so različne verske zgradbe, na primer kapela iz 12. stoletja. Regija Zgornji zagotavlja enega od treh vnosov na seznam svetovne dediščine, ki so privlačni za turistično industrijo.

## Naravni pogoji
Ušguli leži  na povprečni nadmorski višini približno 2150 m na Visokem Kavkazu med grebenoma (1500 m do 3629 m) pod Šharo (5201 m). V prevladujočem zmerno vlažnem podnebju se vegetacija spreminja z višino od mešanih gozdov v dolini Enguri, do iglavcev in prek drevesne meje do visokih pašnikov in ledenika Šhara.
Zaradi sedanjih podnebnih, topografskih in geomorfoloških razmer je Ušguli, tako kot vasi na poti proti Mestiji, še posebej ranljiv za nevarne naravne dogodke, kot so močan dež, toča, občasne poplave, plazovi s padajočimi skalami in snežnimi plazovi, zlasti v deževnih mesecih od oktobra do maja. Številne porušene zgradbe v Ušguliju pripovedujejo o plazovih v preteklosti. Okrožje Murkmeli je pozimi leta 1986/87 prizadel najhujši plaz. Takrat je bilo ubitih 87 ljudi. Pozneje je država preselila več kot 2500 prebivalcev v Spodnjo Svanetijo.
Naravno okolje omogoča alpsko kmetijstvo s poljedelstvom (krompir, zelenjava; pred prestrukturiranjem kmetijske proizvodnje v sovjetskem obdobju v kolhoze in sovhoze so žito gojili na pobočjih, ki je bilo izpostavljeno soncu) in živinorejo od konca sovjetske dobe glede produktivnosti do stopnje preživetja. Govedoreja in ovčereja in druga živina (zlasti konji) s pašo spomladi, poleti in jeseni in v hlevu pozimi so pomembne dejavnosti. Lesna industrija je zaradi višine in prevlade sočnih brezovih gozdov učinkovita le na nižjih območjih.

## Socio-ekonomsko kulturno območje
Zimska izolacija od zunanjega sveta je bila poudarjena kot odločilni dejavnik ohranjanja tradicionalnih načinov življenja.
V Svanetiji so se zaradi posebnih zgodovinskih okoliščin uradni in neuradni državni in lokalni pravni sistemi razvijali drug ob drugem, oba pa sta še danes pomembna za vprašanja o pravici do lastnine, ceni zemljišč in posledičnih predpisih medosebni odnosi in dejanja.
V sovjetski dobi so se prvič zgodili sistematični državni ukrepi za preoblikovanje in razvrednotenje tradicionalnih lokalnih pravnih sistemov. Vendar je državna oblast to obvladovala le v omejenem obsegu, tako da so se razvile hibridne in vzporedne pravne oblike, kar je pomenilo, da se je kljub de facto komunicizaciji ohranilo tradicionalno dedno pravo in so vsi posredniki (sveti starejših) še naprej delali na preprečevanju krvnih maščevanj oz. Urejali spore v primeru razdelitve zemljišč. Takšni dogovori so bili in so še vedno delno zapečateni s prisego na ikoni, ki je pomembna za skupnost. Dokumentarni film Sol za Svanetijo (1930) sovjetskega filmskega ustvarjalca Mihaila Kalatozova, ki je sporen zaradi svoje kolonialne perspektive, v svojih etnografskih odlomkih prikazuje številne tradicionalne prakse, ki so danes izginile v patriarhalnem družbenem sistemu, ki naj bi jih komunizem premagal. Sovjetska dediščina je še danes ohranjena, najpogosteje v okrožjih Murkmeli, Čvibiani in Šibiani, v pohištvu, načinu gradnje hiše in okraskih na balkonih, kot so rdeča zvezda ali kladivo in srp. Ker je bilo osrednji komunistični sili posebej v interesu dokazati tradicionalnim družbam, kot je Ušguli, da je mogoče doseči preoblikovanje v sovjetsko družbo, je bil življenjski standard v Ušguliju v 1970-ih visok, tako da je večina prebivalcev v upokojitveni starosti (status 2018),  njihovi otroci pa imajo univerzitetno izobrazbo.
Z razpadom gruzijske države po razpadu Sovjetske zveze (gruzijsko-abhazijska vojna) so se v Svanetiji zgodili nasilni procesi, kot so krvno maščevanje, ropi neveste, napadi roparskih tolp, samovoljna razdelitev zemljišč in grabljenje zemljišč, ki so jih izvajalci nasilja pogosto izvajali po tradicionalnem pravu. Vendar je lokalno prebivalstvo na ta dejanja večinoma gledalo kot na kršitev labodjih odličij, ker so očitno služile uresničevanju moči interesov lokalnih elit. Dokumentarni film nemškega režiserja in producenta Stefana Tolza Moški svetovi na Kavkazu ponuja avtentičen vpogled v Ušguli iz 1990-ih in začetku 2000-ih. Tudi zaradi številnih filmov in dokumentarnih filmov, posnetih v Ušguliju, ideja o družbi, ki živi brez prekinitev do danes v skoraj srednjeveških razmerah, še naprej obstaja.

## Svetovna dediščina
Unescova svetovna dediščina v Ušguliju se kaže v obliki posameznih spomenikov in skupin stavb v vasi Čažači s površino 1,09 ha, poleg tega pa še 19,16 ha varovalnega pasu (ali polmer 1 km okoli vasi), ki vključuje ostala dele s posameznimi posebnimi stavbami in kmetijsko krajino. Po mnenju Unescove komisije je Ušguli kulturno območje, v katerem se gradnja obrambnih stolpov in drugih, vključno sakralnih, stavb srednjeveškega izvora na edinstven način združi z impresivno avtentično gorsko pokrajino (merilo IV) in se ohrani do današnjih dni zahvaljujoč tradicionalnim oblikam rabe zemljišč. To je tesno povezano z drugimi verodostojnimi značilnostmi tradicionalnega življenja Svanov (merilo V) in zagotavlja ohranitev obstoječega odnosa človek-okolje. Nadalje je poudarjena omejitev na lokalne gradbene materiale (kamnite plošče iz kamnoloma iz skrilavca) in tradicionalne rokodelske tehnike - tu je skupaj s 200 stavbami srednjeveškega izvora vključenih tudi druge vasi Ušgulija. Zaradi strukturnih sprememb zaradi človekove dejavnosti (zlasti Čvibiani in Šibiani) ali uničevanja arhitekturne dediščine z naravnimi dogodki, kot so snežni in zemeljski plazovi (zlasti Murkmeli), druga okrožja niso neposredno zaščitena, niti niso bila v sovjetski dobi. Preprečevanje drastičnih strukturnih sprememb v drugih delih naselij je predpogoj za ohranitev statusa Unescove svetovne dediščine, vendar do danes gruzijska država nima trajnostnega načrta upravljanja, ki bi vključeval lokalno upravo in predvsem lokalno prebivalstvo in zagotavljal ohranitev varovalnega pasu (stavbe, krajina, trajnostno kmetijstvo). UNESCO gradbenih in vzdrževalnih ukrepov finančno ne podpira.
Predvsem pa bi bilo treba ustvariti pogoje, ki bi omogočili lokalnemu prebivalstvu, da bi še naprej živeli v Ušguliju vse leto, kot je to večinoma veljalo v Sovjetski zvezi (npr. stabilna oskrba z električno energijo, poceni oskrba z ogrevanjem, zdravstvena oskrba, srednješolsko izobraževanje, trgovine z živili in izdelki široke porabe, nakup kmetijskih pridelkov). Poleg tega bi morali gradbene ukrepe, ki so skladni z zaščito stavbe, finančno podpreti, saj je lokalno prebivalstvo večinoma odvisno od kmetovanja, poletni dohodki iz turizma pa so zaradi različnih začetnih priložnosti neenakomerno razporejeni.

## Turizem
Poleg obrambnih stolpov je posebno turistično zanimanje za Ušguli gora Šhara (5201 m), tretji najvišji vrh Visokega Kavkaza in najvišja gora v Gruziji, osem kilometrov severno od doline reke Enguri. Že v sovjetski dobi, zlasti v 1970-ih, je bil Ušguli pogosta destinacija za čezmejno pohodništvo, gorništvo in turno smučarski turizem. Zato imajo vaščani osnovne izkušnje pri ukvarjanju s turisti in njihovimi potrebami.
Po razpadu Sovjetske zveze se je turizem v obdobju etnopolitičnih nemirov v Abhaziji in državljanski vojni v Gruziji, sesul. Poleg tega se je v Svanetiji dogajalo intenzivno nasilje, kot so krvne osvete, napadi oboroženih tolp in izguba državnega nadzora zaradi izvajanja oblasti s strani lokalnih milic. Med letoma 1992 in 1995 je infrastruktura popolnoma propadla. Od leta 1995 je država znova lahko postopoma izvajala državno pravo in zunanjo varnost - od leta 2010 je zato priliv turistov stalno naraščal.
Turizem v Ušguli se začne okoli maja, svoj vrhunec z največ obiskovalci je julija in avgusta in se konča oktobra. Ker so bila gradbena dela na cestah leta 2016 okrepljena od Zugdidija do Mestie, preko Ušgulija in prelaza do Lentečija, lahko Ušguli dosežemo hitreje in z enodnevnom izletom iz Mestije.
Zdaj so na voljo storitve gorskega vodnika in vodenja konj ter nastanitev in prehrana. Vendar večina turistov prihaja v Ušguli kot dnevni obiskovalci iz Mestije s terenskimi vozili. Turizem vodi v drastične spremembe v vaški skupnosti: del družin lahko ostane celo leto zaradi dohodka iz turističnega podjetja in družinski člani, ki so že zapustili Ušguli, se vrnejo med sezono. Zgradili so hiše za nastanitev ali gostinske objekte, kot so bari ali majhne restavracije. To je privedlo do globokega preoblikovanja v načinu gradnje hiš: uporabljajo se novi gradbeni materiali, kot so beton, apneni kompozitni bloki, plastika in pločevina, uvedeni so novi načini gradnje hiš prilagojenih turistom, kot so znane iz evropskih Alp. Tisti, ki se samo sezonsko vrnejo v Ušguli, ne prispevajo k ohranjanju kulturne krajine, ker ne morejo kmetovati ali gojiti živali. Zaradi konkurenčnih razmer med vaščani in organizacije izposoje preko spletnih platform so cene nastanitev trajno nizke, tako da ponudniki zasebnih nastanitev še posebej ne dobijo zadostnih donosov za svoje naložbe. Vedno večje število sezonskih povratnikov povečuje tudi konkurenčni pritisk. Poleg tega se smeti, ki jih povzročajo turisti, stalno povečujejo, kar poslabša dejstvo, da Ušguli nima sistema za čiščenje odplak. Ušguli nujno potrebuje trajnostni načrt upravljanja, ki bi se izvajal in nadzoroval lokalno s sodelovanjem lokalnega prebivalstva, ki izpolnjuje zahteve spomeniškega varstva in tudi kriterije prijaznega turizma, če želi vaška skupnost ohraniti svojo avtentičnost v skladu z Unescovimi merili.